# Фейр-Лон (Нью-Джерсі)
Фейр-Лон (англ. Fair Lawn) — місто (англ. borough) в США, в окрузі Берген штату Нью-Джерсі. Населення — 34 927 осіб (2020).

## Географія
Фейр-Лон розташований за координатами 40°56′9″ пн. ш. 74°7′3″ зх. д. / 40.93583° пн. ш. 74.11750° зх. д. (40.935833, -74.117504).  За даними Бюро перепису населення США в 2010 році місто мало площу 13,47 км², з яких 13,31 км² — суходіл та 0,16 км² — водойми.

## Демографія
Згідно з переписом 2010 року, у селищі мешкало 32 457 осіб у 11 930 домогосподарствах у складі 8966 родин. Було 12266 помешкань
Расовий склад населення:
| - 84,4 % — білих - 9,7 % — азіатів - 1,7 % — чорних або афроамериканців - 0,1 % — корінних американців - 2,3 % — осіб інших рас |

До двох чи більше рас належало 1,8 %. Частка іспаномовних становила 10,2 % від усіх жителів.
За віковим діапазоном населення розподілялося таким чином: 22,0 % — особи молодші 18 років, 61,7 % — особи у віці 18—64 років, 16,3 % — особи у віці 65 років та старші. Медіана віку мешканця становила 43,1 року. На 100 осіб жіночої статі у селищі припадало 92,2 чоловіків;  на 100 жінок у віці від 18 років та старших — 88,9 чоловіків також старших 18 років.
Середній дохід на одне домашнє господарство  становив 112 012 долари США (медіана — 99 536), а середній дохід на одну сім'ю — 125 858 доларів (медіана — 111 367). Медіана доходів становила 71 865 доларів для чоловіків та 59 415 доларів для жінок. За межею бідності перебувало 5,1 % осіб, у тому числі 3,8 % дітей у віці до 18 років та 8,7 % осіб у віці 65 років та старших.
Цивільне працевлаштоване населення становило 17 170 осіб. Основні галузі зайнятості: освіта, охорона здоров'я та соціальна допомога — 25,7 %, науковці, спеціалісти, менеджери — 15,5 %, роздрібна торгівля — 13,5 %.